# Neuegling
 Neuegling  ist ein Ortsteil des Marktes Murnau am Staffelsee im oberbayerischen Landkreis Garmisch-Partenkirchen.

## Geographie und Verkehrsanbindung
Der Ort liegt nordöstlich des Kernortes Murnau am Staffelsee. Westlich des Ortes verlaufen die B 2 und die St 2372 und erstreckt sich der 766 ha große Staffelsee. Östlich erstreckt sich der 197 ha große Riegsee und südöstlich der 
ca. 750 m lange und ca. 340 m breite Froschhauser See.

## Sehenswürdigkeiten
In der Liste der Baudenkmäler in Murnau am Staffelsee sind für Neuegling drei Baudenkmale aufgeführt, darunter das Schloss Neuegling.